# Acianthera johnsonii
Acianthera johnsonii é uma espécie de orquídea (Orchidaceae) dispersa desde o México até o Panamá.